# Greg Ginn
Greg Regis Ginn (ur. 8 czerwca 1954) – amerykański gitarzysta, autor piosenek i wokalista. Najbardziej znany jako współtwórca i lider hardcore punkowego zespołu Black Flag z którym występował od 1976 do 1986 roku.
Po zakończeniu działalności Black Flag, Ginn wydał kilka solowych albumów, grał z zespołami HOR, Fastgato, October Faction, Gone, Confront James, El Bad, Mojack i Dog Tom Troccoli. Od 1978 prowadzi w Long Beach w Kalifornii niezależną wytwórnię fonograficzną SST Records, która na początku lat 70. jako SST (Solid State Transmitters) zajmowała się produkcją części do krótkofalówek. Ginn jest aktywny w muzyce do dziś, jak sam twierdzi gra „ok. 6 dni w tygodniu”. Henry Rollins mówi, że „to jest do niego podobne, ponieważ kiedy grali obaj w Black Flag to ćwiczyli po 7 godzin dziennie przez 6 dni w tygodniu”.
Brzmienie gitary Ginna jest bardzo charakterystyczne: gra dynamicznie, nie używając wysokich tonów, i dzięki temu powstaje „gęsta” ściana dźwięku. Jest wielkim fanem jazzu. Mówi, że uwielbia dźwięki saksofonu i pianina. Te fascynacje przełożyły się na jego styl gry. W jednej z recenzji płyty Black Flag Slip It In z 1984 padło stwierdzenie, że: gra Ginna staje się coraz bardziej awangardowa i zarazem ekscytująca. 
Podczas nagrywania z Black Flag płyty My War ukrył się pod pseudonimem Dale Nixon. Tego pseudonimu użył również kiedy udzielał się w zespołach Confront James, HOR, El Bad i Fastgato.
Brat Ginna - Raymond Pettibon (właśc. Raymond Ginn) jest dziś artystą, którego pierwsze prace ukazywały się jako ilustracje okładek albumów Black Flag i innych zespołów, które nagrywały dla SST Records. Pettibon zaprojektował też logo Black Flag (cztery czarne prostokąty). Siostrzeniec Ginna Alex jest twórcą punkrockowego zespołu 1208.
Greg Ginn mieszka razem z żoną i córką (ur. 2004).
W 2003 został sklasyfikowany na 99. miejscu listy 100 najlepszych gitarzystów wszech czasów magazynu Rolling Stone.

## Dyskografia (jako Greg Ginn)
- Getting Even, (Cruz Records 1993)
- Payday, (Cruz Records 1993)
- Dick, (Cruz Records 1995)
- Let It Burn, (Cruz Records 1997)